# 21856 Heathermaria
21856 Heathermaria (1999 TR150) là một tiểu hành tinh vành đai chính được phát hiện ngày 7 tháng 10 năm 1999 bởi Nhóm nghiên cứu tiểu hành tinh gần Trái Đất phòng thí nghiệm Lincoln ở Socorro.